# Avenida Varela
La avenida Varela es una arteria vial de la Ciudad de Buenos Aires, Argentina.

## Características y recorrido

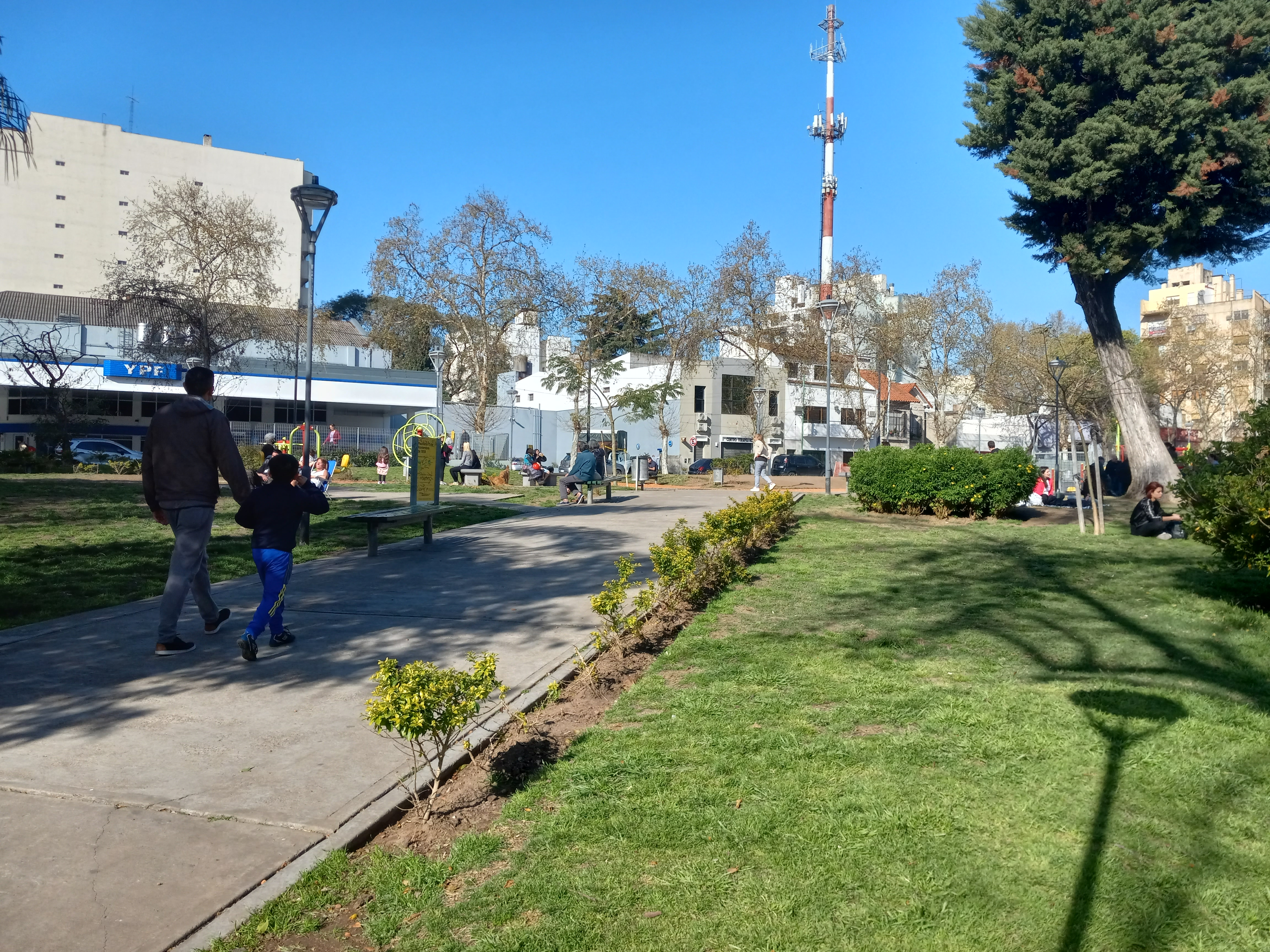
La plaza 11 de Noviembre, en el centro de Flores.

### Calle Varela (primer tramo)
Inicia en la avenida Rivadavia como una simple calle de sentido único hacia el sur en el centro de Flores, siendo en este tramo denominada como Calle Varela. Su recorrido continúa de esta forma por alrededor de 500 metros, donde tras cruzar la calle Tandil, pasa a ser una ancha avenida de doble sentido y dos carriles por mano. Durante este trayecto como calle tiene intersecciones con las avenidas Juan Bautista Alberdi y Directorio, donde luego de cruzar esta última se encuentra la plaza 11 de Noviembre de 1859.

### Avenida Varela

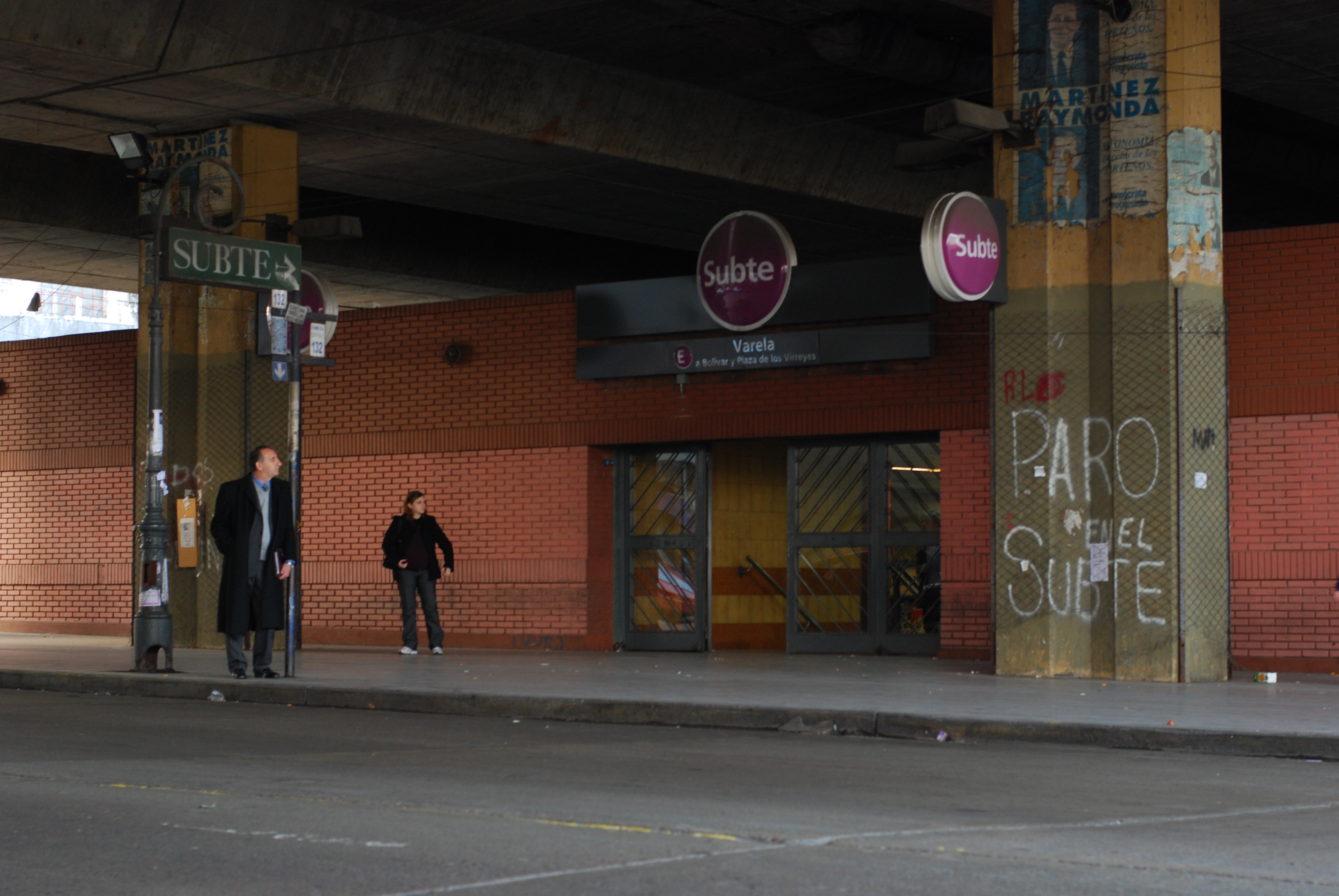
Boca de acceso a la estación Varela del Subte de Buenos Aires.

Al pasar la calle Tandil, en el extremo sur de la plaza 11 de Noviembre, se convierte en Avenida Varela. A lo largo de su extenso recorrido como avenida cruza diversos lugares de importancia de la ciudad, así como también gana una enorme afluencia en el tránsito tanto de vehículos como de líneas de colectivo, con varias de ellas haciendo parte de su recorrido por esta avenida. La línea 132 operada por Nuevos Rumbos S. A., por ejemplo, tiene desde 1978 su cabecera y sede central de la empresa al 1628, enfrente del Cementerio de Flores.

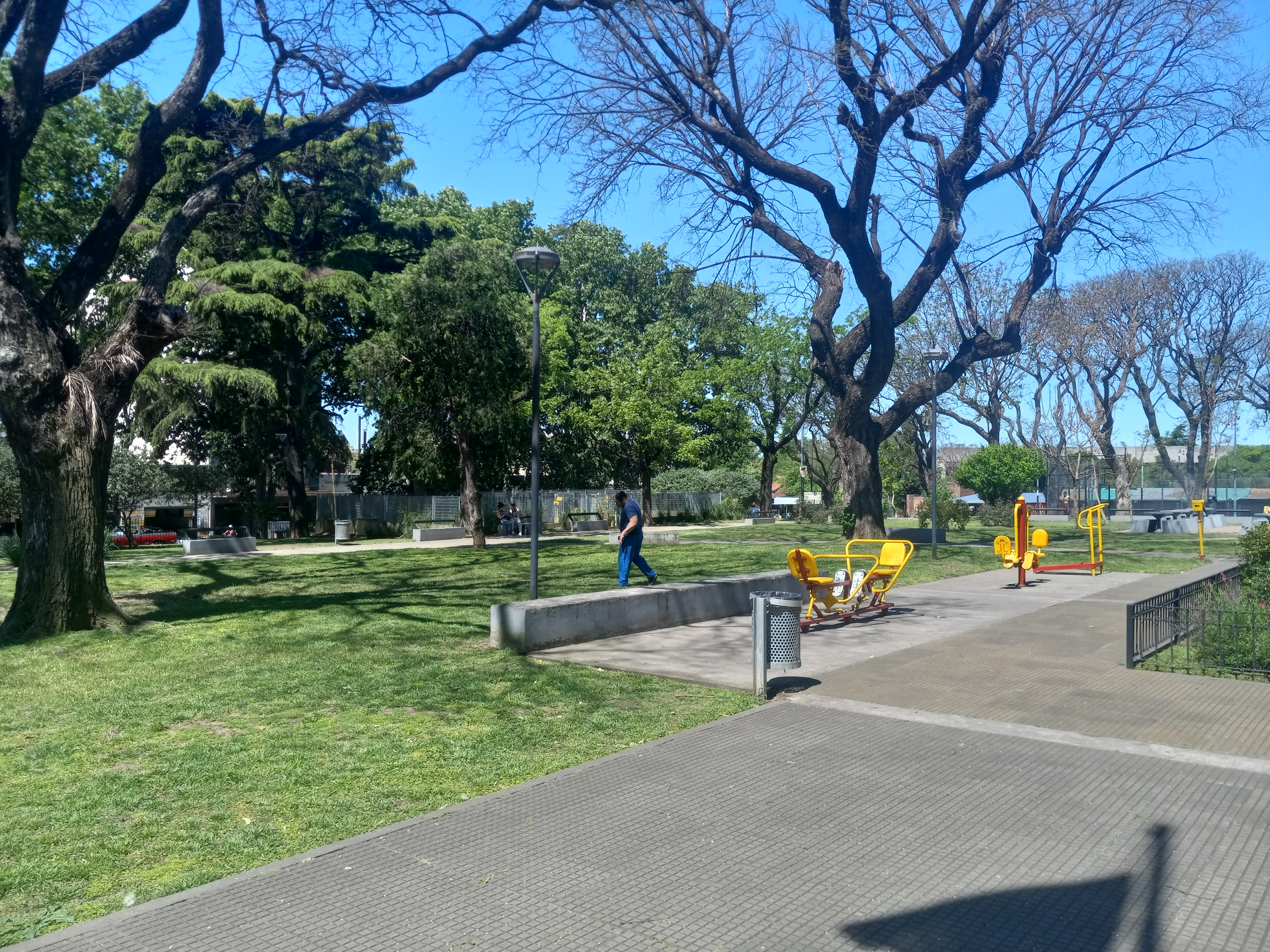
Plaza Francisco Sicardi.

Sobre el 950 pasa por debajo de la Autopista 25 de Mayo, donde también se encuentra una de las bocas de acceso a la estación Varela de la Línea E del Subte de Buenos Aires. A la altura 1300, justo en la esquina con la Avenida Asamblea se encuentra emplazado el Hospital General de Agudos Parmenio T. Piñero. Y ya al 1600, en el cruce con la calle Balbastro, se localizan la plaza Francisco Sicardi y el acceso al Cementerio San José de Flores.

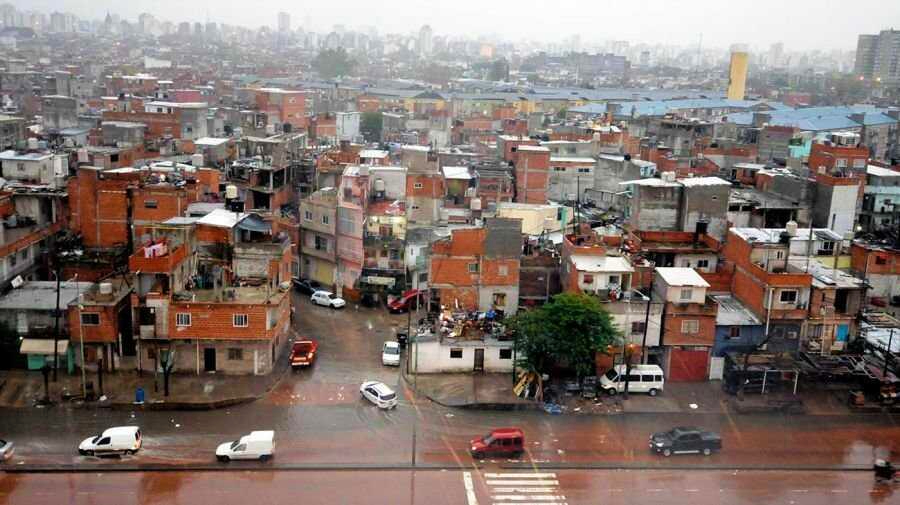
La avenida pasa por el lado oeste de la Villa 1-11-14.

Sobre el 1800, en el cruce con la Avenida Castañares está ubicada una planta de AySA, y unos metros más tarde es lindera a una de sus veredas la Villa 1-11-14. A la altura 2200 se produce una rotonda en el cruce con las avenidas Riestra y Perito Moreno. En ese mismo lugar se encuentra el Estadio Pedro Bidegain -también conocido como Nuevo Gasómetro-, que desde su inauguración en 1993 oficia como estadio del Club Atlético San Lorenzo de Almagro.

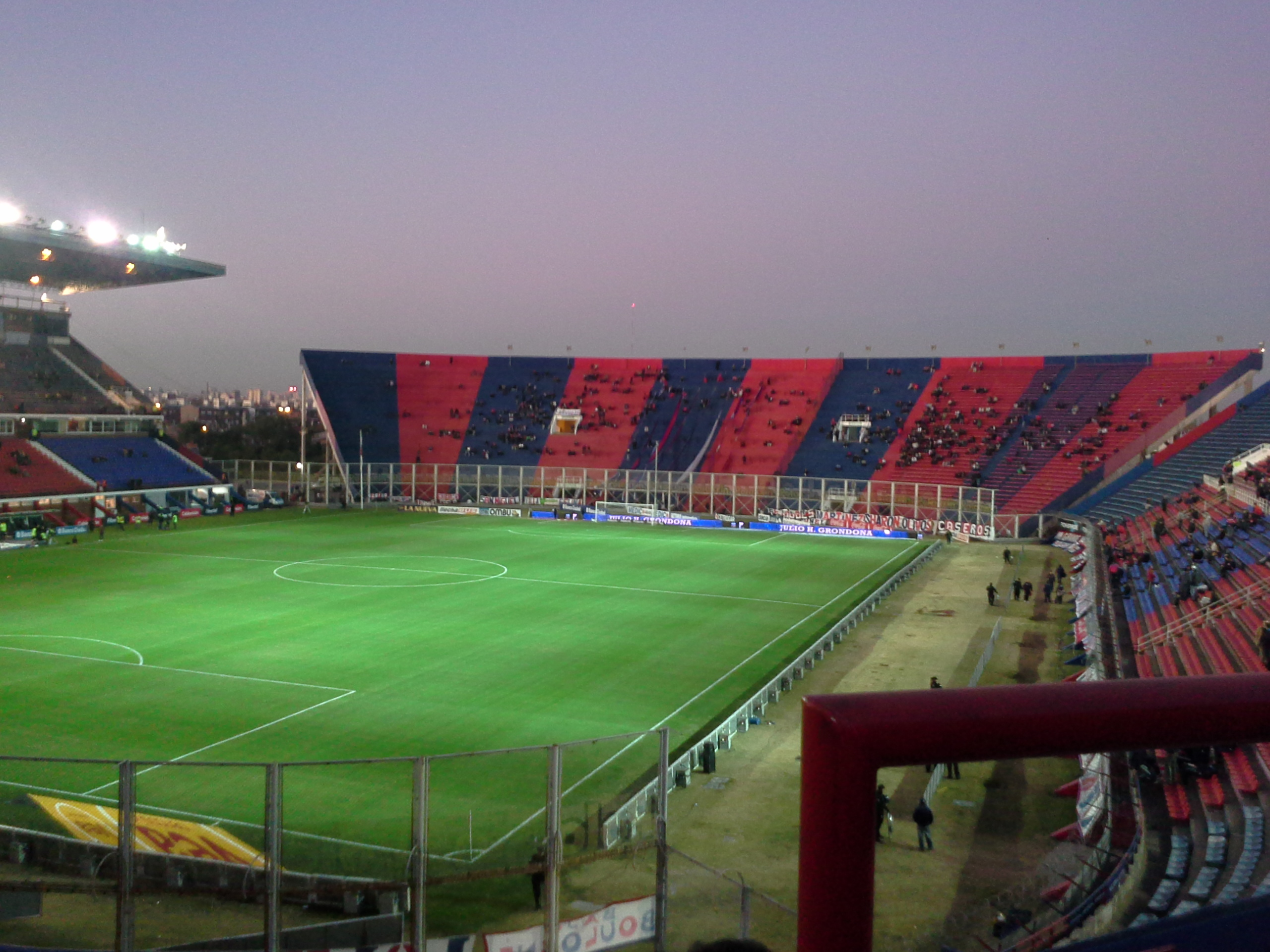
El Estadio Pedro Bidegain se encuentra en el cruce de la avenida Varela con Riestra y Perito Moreno.

En el breve trayecto posterior al cruce con la avenida Perito Moreno y hasta la intersección con la Avenida Francisco Fernández de la Cruz la avenida pasa a ser un bulevar de dos calzadas con hasta tres carriles por mano, con separador central. También en este corto tramo sirve como límite entre los barrios de Flores y Villa Soldati, y pasa por la ciudad deportiva de San Lorenzo y cerca de las instalaciones del Club Deportivo Riestra.
Luego de su cruce con la avenida Fernández de la Cruz deja de ser un bulevar para volver a ser una avenida de dos carriles por mano. En este punto ingresa totalmente al barrio de Villa Soldati, caracterizado por ser mayormente una zona residencial de clase media-baja. 400 metros después la avenida cruza a nivel el Ferrocarril General Belgrano, y unas pocas cuadras más adelante tiene intersecciones con las avenidas Coronel Roca e Int. Francisco Rabanal, donde deja de ser una avenida.

### Calle Varela (segundo tramo)
Posterior al cruce con la avenida Rabanal y en sus últimas dos cuadras, la avenida vuelve a ser una calle angosta, ingresando a la zona industrial de Villa Soldati y recibiendo nuevamente el nombre de Calle Varela, aunque conservando el doble sentido de circulación. Tras cruzar la calle Ferré, la ahora calle Varela finaliza abruptamente en la entrada a la fábrica de acero Klockmetal S. A., a unos pocos metros de la Avenida 27 de Febrero.

## Intersecciones
|  | STR | CONTg |  |

| RMq | KRZ | KRZ | RMq |

| RMq | KRZ | KRZ | RMq |

| RMq | KRZ | KRZ | RMq |

| lNAT | STR | STR |  |

|  | ABZg+l | STRr |  |

|  | RM |

| RAq | RMu + RAq | RAq |  |

| RMq | RMKRZ | RMq |  |

| HOSPITAL | RMKRZ | STRq |  |

| lNAT | RM |  |  |

| STRq | RMKRZ | STRq |  |

| CHURCH | RM |  |  |

|  | RM | BUILDING |  |

| STRq | RMKRZ | STRq |  |

|  | RM |

| RMq | MWNODE | RMq |  |

|  | RM | STADIUM |  |

|  | RM |

| RMq | RMKRZ | RMq |  |

|  | RM |

| lDAMPF | exSKRZ-G+eBUE |  |  |

| RMq | RMKRZ | RMq |  |

|  | STR |

|  | STRl | WORKS |  |